# Rubus fuernrohrii
Rubus fuernrohrii es una especie de planta del género Rubus, perteneciente a la familia Rosaceae.

## Taxonomía
Rubus fuernrohrii fue descrita por H. E. Weber en 1996.

## Distribución
Se encuentra en el territorio de Alemania.